# Zdalnie kierowany pojazd podwodny

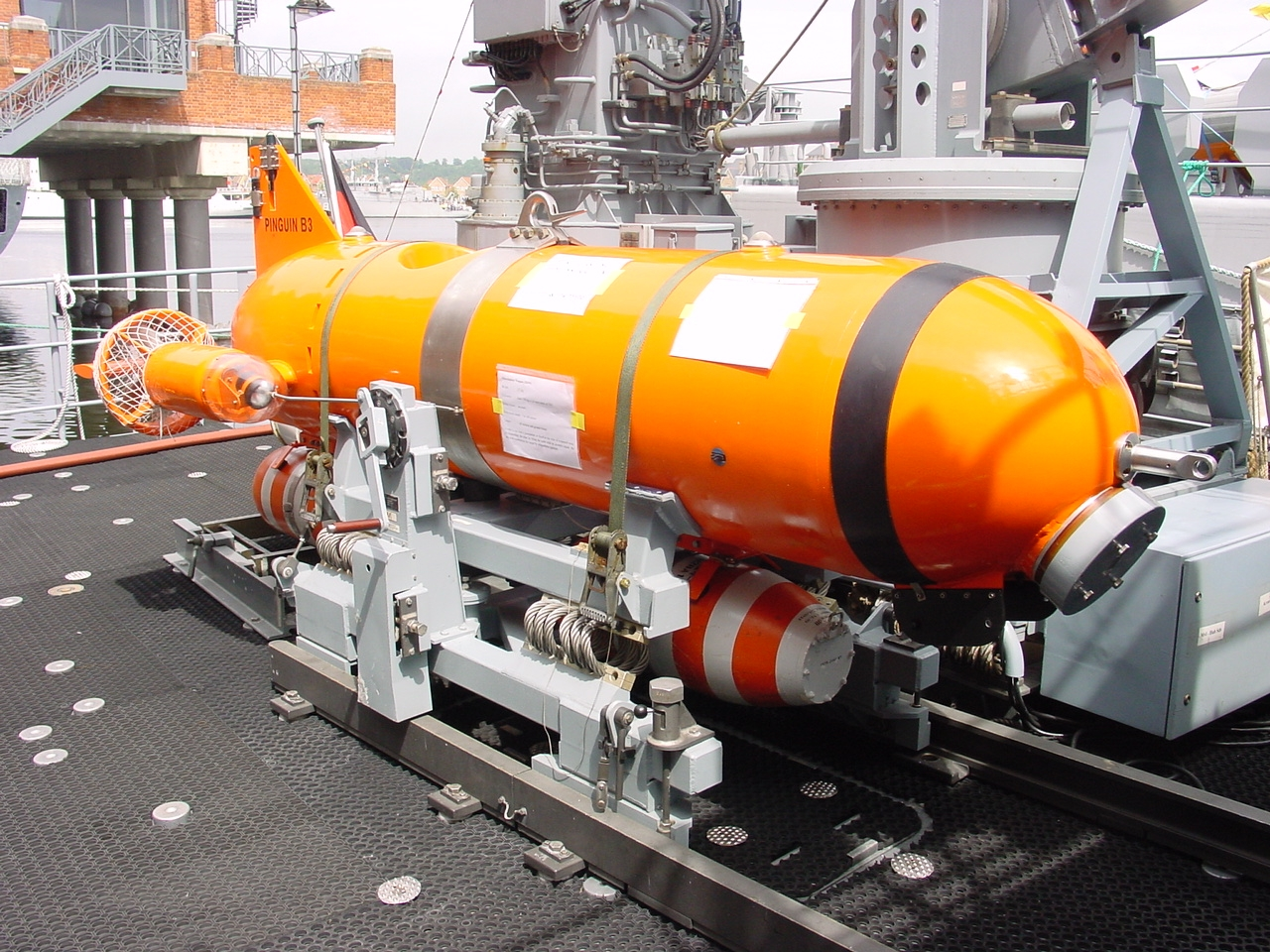
Wojskowy ROV „Pinguin B3” do wykrywania i niszczenia min morskich

Zdalnie kierowany pojazd podwodny, zdalnie sterowany pojazd podwodny, ROV (remotely operated vehicle) – rodzaj zdalnie sterowanej bezzałogowej jednostki pływającej zdolnej do zanurzenia i przebywania pod powierzchnią wody, wykorzystywanej w szerokim zakresie celów badawczych, naukowych, przemysłowych i militarnych.

## Budowa
Pojazd jest połączony ze statkiem bazą za pomocą wiązki kabli służących do zasilania, przesyłu danych oraz ewentualnie holowania i sterowany przez operatora za pomocą specjalnej konsoli. Zasilane z wewnętrznych akumulatorów lub z powierzchni silniki zapewniają mu dużą zwrotność i możliwość poruszania we wszystkich kierunkach. W zależności od potrzeb użytkownika wyposażony w źródła światła, rejestratory sygnału wizyjnego, różnego rodzaju manipulatory (chwytak, nożyce tnące), magnetometr, sonar, inne czujniki itp.

## Zastosowanie
Zdalnie kierowane pojazdy podwodne wykorzystywane są w przemyśle morskim do inspekcji podwodnej infrastruktury technicznej (podwodne instalacje, rurociągi, platformy wiertnicze itp.) oraz wykonywania prac konstrukcyjnych lub remontowych w miejscach niebezpiecznych, niedostępnych lub trudno dostępnych dla człowieka. Naukowcy wykorzystują je w badaniach biologii morza, dna morskiego, archeologii podwodnej oraz rozpoznawania zagrożeń dla środowiska przyrodniczego. Wojskowe użycie może polegać na prowadzeniu wojny minowej, ratowaniu załóg okrętów podwodnych, odzyskiwaniu zatopionych przedmiotów czy urządzeń o znaczeniu militarnym, przeprowadzaniu rozpoznania, uzyskiwaniu danych wywiadowczych itp.
Jednymi z bardziej spektakularnych przykładów użycia zdalnie kierowanych pojazdów podwodnych było odkrycie wraków jednostek takich jak: „Titanic”, „Graf Zeppelin” czy „Bismarck”.